# Терёхин, Михаил Тихонович
Михаил Тихонович Терёхин (5 января 1934, Ермишинский район, Московская область — 23 декабря 2020, Рязань) — доктор физико-математических наук, профессор кафедры математики и методики преподавания математических дисциплин РГУ имени С. А. Есенина, известный учёный в области теории дифференциальных уравнений.

## Биография
Михаил Терёхин родился 5 января 1934 года в крестьянской семье в деревне Алехино Ермишинского района. Окончил в 1951 году семилетнюю Ивановскую среднюю школу поступил в Рязанский государственный педагогический институт (сейчас - Рязанский государственный университет имени С.А. Есенина) на специальность «Математика и физика».
В 1955 году Михаил Тихонович начал работать в Ильинской средней школе Пронского района Рязанской области учителем математики и физики. В 1962 года вернулся в РГУ имени С. А. Есенина в качестве ассистента, через некоторое время занял должность старшего преподавателя, стал доцентом, а впоследствии профессором кафедры математического анализа. Был деканом физико-математического факультета, заведующим кафедрой математического анализа.

## Научная деятельность
Является известным учёным в области теории дифференциальных уравнений и её приложений. Благодаря ему установлены контакты между математиками Рязанской школы, занимающимися дифференциальными уравнениями, и математиками Москвы, Санкт-Петербурга, Тамбова, Минска и других городов России.
Михаилу Терёхину принадлежат исследования по теории предельных циклов, по проблеме бифуркации систем, по теории устойчивости, по проблеме разрешимости операторных уравнений. Он является автором работ по проблеме управляемости системы обыкновенных дифференциальных уравнений: для нелинейных систем, системы линейных приближений которых не вполне управляемы, разработан метод вариации промежуточной точки, с помощью которого получены достаточные условия управляемости, введено понятие устойчивости управления по параметру, определен класс управляемых систем, устойчивых по параметру, проведены исследования по проблеме локальной управляемости и локальной оптимальности управления.
Терёхин опубликовал свыше 135 научных работ, значительная часть которых опубликована в центральных изданиях.

## Награды
- Диплом «Золотая кафедра России»
- Почётное звание «Заслуженный деятель науки и образования РАЕ»
- Участник Интернет-энциклопедии «Учёные России»
- Медаль имени В. Лейбница
- Знак «За отличные успехи в работе»
- Награда "Орден ПЕТРА ВЕЛИКОГО «НЕБЫВАЕМОЕ БЫВАЕТЪ»
- Почётное звание «Основатель научной школы»
- Медаль имени Ньютона
- Медаль Ордена «За заслуги перед Отечеством» II степени